# آنا ماریا پیکارلی
آنا ماریا پیکارلی (انگلیسی: Anna Maria Picarelli؛ زادهٔ ۴ نوامبر ۱۹۸۴) بازیکن فوتبال اهل ایالات متحده آمریکا است.
از باشگاه‌هایی که در آن بازی کرده‌است می‌توان به باشگاه فوتبال زنان سیاتل ساندرز اشاره کرد.
وی همچنین در تیم ملی فوتبال زنان ایتالیا بازی کرده‌است.